# Alex King
Alex Nathanael King (* 20. Februar 1985 in Ansbach) ist ein ehemaliger deutscher Basketballspieler. Er bestritt 42 A-Länderspiele und 638 Begegnungen in der Basketball-Bundesliga. King wurde mit Frankfurt und München insgesamt dreimal deutscher Meister.

## Karriere

### Spieler
Der 2,01 m große und 100 Kilogramm schwere Small Forward begann mit dem Basketballspielen in der Jugendabteilung des FC Bayern München und spielte anschließend für den MTSV Schwabing. 2002 wechselte er zu den Skyliners Frankfurt, wo er zunächst bei den Kooperationsvereinen Eintracht Frankfurt, MTV Kronberg und TV Langen eingesetzt wurde. Ab der Saison 2004/05 spielte er in der Bundesligamannschaft der Hessen. Er zählte zu den größten Talenten seines Jahrgangs und wurde folglich auch in den erweiterten Kader der Nationalmannschaft berufen. Allerdings war er anschließend jahrelang nicht mehr Mitglied der Nationalmannschaft. Da er in Frankfurt jedoch nicht mehr recht zum Zuge kam und er nur noch selten Einsatzzeit erhielt, wechselte er zur Saison 2008/09 zu den Telekom Baskets Bonn und unterschrieb dort einen Vertrag für zwei Spielzeiten.
In seiner ersten Saison in Bonn konnte King seine Statistiken in beinahe jeder Kategorie verdoppeln und war ein fester Bestandteil der Bonner Mannschaft. Ende Juli 2010 verlängerte King seinen Vertrag um ein Jahr und lief somit auch in der Saison 2010/11 für die Telekom Baskets Bonn auf. Zur Spielzeit 2011/12 entschied King, nicht bei den Telekom Baskets Bonn zu bleiben und unterschrieb einen Vertrag über zwei Jahre beim Bundesliga-Konkurrenten s.Oliver Baskets aus Würzburg. Dort verbesserte King unter Anleitung der Co-Trainer Michael Meeks und Marcel Schröder und durch hohe Wiederholungsumfänge im Training seinen Distanzwurf deutlich. Zuvor zählte der Wurf zu seinen Schwachpunkten und insbesondere Athletik und Zug zum Korb zu seinen Stärken. Am 5. Dezember 2012 stellte er im Spiel gegen Azowmasch Mariupol mit sieben Dreiern bei sieben Würfen einen neuen EuroCup-Rekord auf. Im Sommer 2013 nahm King mit der deutschen Nationalmannschaft an der Europameisterschaft teil.
Zur Saison 2013/14 nutzte King eine Klausel in seinem Vertrag, verließ die Würzburger und wechselte innerhalb der Bundesliga zu Alba Berlin. In der Spielzeit 2014/15 wurde er zum Kapitän der Berliner ernannt. 2015 bestritt er mit der Nationalmannschaft seine zweite Europameisterschaft. Im August 2016 verließ er die Hauptstadt in Richtung München und kehrte zum FC Bayern zurück. Im November 2017 bestritt er sein 486. Bundesliga-Spiel und verbesserte damit die bisherige Ligabestmarke von Chris Ensminger. In der Saison 2017/18 gewann der auch für seine Verteidigungsleistungen gerühmte King mit dem FCB Meisterschaft und Pokalwettbewerb. 2019 wurde er abermals deutscher Meister.
King ging im Dezember 2020 im Rahmen eines Leihabkommens nach Würzburg zurück. Bis zum Ende seiner Laufbahn als Leistungsbasketballspieler im Mai 2022 wirkte er in 638 Bundesliga-Spielen mit, damit setzte er sich in der Bestenliste der Liga in dieser statistischen Wertung auf den ersten Platz. Im Mai 2025 wurde der Wert von Karsten Tadda überboten.

#### Erfolge
- Deutscher Meister: 2004 (mit den Skyliners Frankfurt) 2018, 2019 (mit Bayern München)
- Deutscher Pokalsieger: 2014, 2016 (mit Alba Berlin) und 2018 (mit Bayern München)

### Trainer
Im Sommer 2022 trat King bei S.Oliver Würzburg eine Trainerstelle im Nachwuchsbereich an, übernahm die Leitung der Würzburger Regionalliga-Mannschaft sowie der U19-Mannschaft in der Nachwuchs-Basketball-Bundesliga. 2024 stieg er mit der Würzburger Mannschaft in die 2. Bundesliga ProB auf.

## Weitere Tätigkeiten
Seit Oktober 2023 ist King als Experte bei Übertragungen von Basketballspielen der Sendung Ran NBA auf ProSieben Maxx tätig.

## Privates
King ist seit 2014 verheiratet und Vater von Zwillingen (* 2016).